# Live in Bucharest: The Dangerous Tour
Live in Bucharest: The Dangerous Tour é um concerto ao vivo lançado em DVD por Michael Jackson em 2005. O DVD foi anteriormente incluído no box Michael Jackson: The Ultimate Collection. O concerto teve lugar durante a primeira parte do Dangerous World Tour em 1 de outubro de 1992 no Estádio Lia Manoliu, com lotação esgotada e o comparecimento de 100.000 pessoas. Este concerto é um dos shows de Michael que foram lançados em DVD, junto com a Bad World Tour com o DVD Live at Wembley July 16, 1988 e a HIStory World Tour em Seul, que foi lançado em VHS na Coreia do Sul. Estes concertos são os únicos que foram oficialmente lançados.

## Faixas
1. "Introdução"
2. "Jam"
3. "Wanna Be Startin' Somethin'"
4. "Human Nature"
5. "Smooth Criminal"
6. "I Just Can't Stop Loving You" (dueto com Siedah Garrett)
7. "She's Out of My Life"
8. "The Jackson 5 Medley"
  1. "I Want You Back"
  2. "The Love You Save"
  3. "I'll Be There"
9. "Thriller"
10. "Billie Jean"
11. "Black Panter" (video interlude)
12. "Workin' Day and Night"
13. "Beat It"
14. "Someone Put Your Hand Out" (instrumental)
15. "Will You Be There"
16. "Black or White"
17. "Heal the World"
18. "Man in the Mirror"
19. "Rocket Man" (encerramento)